# Two Feet Stand
Two Feet Stand — перший повноформатний альбом шведського гурту Gardenian, виданий у 1997 році французьким лейблом Listenable Records. Альбом було записано на Studio Fredman під керівництвом Фредріка Нурдстема. Мастерингом альбому займався Руне Юганссон.
Оформленням альбому належить французькому дизайнеру на ім'я Жан-Паскаль Фурньє, а фотосет гурту до релізу виконав Томас Брандебю.
Цікавим фактом є те, що підписуючи договір з Listenable Records Gardenian мали у своєму активі лише 4 чи 5 пісень, тож змушені було поспіхом складати усі інші композиції вже під час запису, адже лейбл хотів, щоб усе було зроблено якомога швидше.

## Список пісень
| #   | Назва                          | Автор слів     | Тривалість |
| --- | ------------------------------ | -------------- | ---------- |
| 1.  | «Two Feet Stand»               | Челль          | 3:13       |
| 2.  | «Flipside of Reality»          | Челль, Єркстен | 3:49       |
| 3.  | «The Downfall»                 | Челль          | 4:07       |
| 4.  | «Awake of Abuse»               | Челль          | 3:50       |
| 5.  | «Netherworld»                  | інструментал   | 3:51       |
| 6.  | «Do Me Now»                    | Енгелін        | 4:07       |
| 7.  | «Murder...»                    | Челль          | 3:27       |
| 8.  | «Freedom»                      | Челль          | 3:45       |
| 9.  | «Mindless Domination»          | Челль          | 4:03       |
| 10. | «The Silent Fall»              | інструментал   | 3:30       |
| 11. | «Ecstasy of Life» (Бонус трек) | Челль          | 4:08       |

## Список учасників
Учасники гурту
- Джим Челль — гітара / вокал
- Ніклас Енгелін — гітара
- Гокан Скугер — бас-гітара
- Тім Блум — ударні

Запрошені музиканти
- Патрік Єркстен — голос (пісні 1-2)
- Томас Фредрікссон — клавішні